# Courtier en crédits
Pour les articles homonymes, voir Courtier (homonymie).
 (août 2024).
Si vous disposez d'ouvrages ou d'articles de référence ou si vous connaissez des sites web de qualité traitant du thème abordé ici, merci de compléter l'article en donnant les références utiles à sa vérifiabilité et en les liant à la section « Notes et références ».
Le courtier en crédit est un courtier chargé de trouver les crédits les plus avantageux (c.-à-d. aux meilleurs taux d'intérêt) pour les particuliers ou professionnels.

## Réglementation en France
En France, le courtier en crédit est un intermédiaire en opérations de banque et services de paiement ou IOBSP, au sens de la nouvelle Réglementation (entrée en vigueur en 2013) du Code monétaire et financier.
Les Courtiers en crédit sont des IOBSP de catégorie 1 (article R. 519-4 du Code monétaire et financier).
Indépendants, ils sont exclusivement mandatés par leurs clients, à la différence des mandataires, qui sont mandatés par des établissements de crédit ou par des banques, directement.
Les IOBSP comprennent : les courtiers en crédits, les mandataires (d'établissements de crédit, de paiements ou de banques) et les mandataires des courtiers en crédits.

## Points d'attention juridiques et réglementaires
Les courtier en crédits sont soumis aux obligations commerciales et bancaires générales. De plus, ils doivent respecter des obligations particulières, posées par le code monétaire et financier. Ces obligations sont plus lourdes que celles supportées par les commerciaux des agences bancaires. En effet, les courtiers doivent exercer une obligation de conseil à l'égard de leurs clients, alors que les vendeurs des banques sont soumis à une obligation de moindre intensité : l'obligation de mise en garde. Ainsi, depuis le 15 janvier 2013, la réglementation bancaire confère une plus grande protection aux emprunteurs qui souscrivent directement un crédit chez un courtier.
À terme, cet ajout récent d'une obligation de conseil en crédits des courtiers-iobsp pourrait remettre en cause l'obligation des prêteurs, limitée à la mise en garde : la mise en garde pourrait ainsi disparaître pour se voir remplacée par une obligation de conseil généralisée et homogène, ce qui harmoniserait ainsi la protection des emprunteurs, quel que soit le canal de souscription choisi pour le crédit[Interprétation personnelle ?].
Si l'exercice de cette profession nécessite de respecter des obligations particulières, son accès est, préalablement, réglementé. La pratique de l'intermédiation bancaire nécessite l'immatriculation au Registre des intermédiaires de la banque, de l'assurance et de la finance, tenu par l'ORIAS. Toute personne ou entreprise pratiquant la commercialisation d'opérations de banque (crédits, paiements, dépôts) sans cette immatriculation (accessible publiquement) se trouve en situation d'exercice illégal de la profession d'intermédiaire bancaire, ou de courtier en crédits.